# 大渡口经济开发区
大渡口经济开发区是中华人民共和国安徽省池州市东至县下辖的一个类似乡级单位。

## 行政区划
下辖以下地区：
大渡口开发区虚拟社区。